# Wild Pat
Wild Pat è un cortometraggio muto del 1912 diretto da Charles Kent.

## Produzione
Il film fu prodotto dalla Vitagraph Company of America.

## Distribuzione
Distribuito dalla General Film Company, il film uscì nelle sale cinematografiche statunitensi il 23 novembre 1912 e in quelle britanniche il 15 marzo 1913.